# 커플수칙
《커플수칙》(영어: Rules of Engagement)은 2007년 2월 5일부터 2013년 5월 20일까지 방송된 미국 CBS의 시트콤이다. 결혼 생활이 오래된 부부, 이제 막 약혼한 연인, 짝이 없는 친구들이 연애, 결혼, 인간 관계 문제를 헤쳐나가는 과정을 그렸다.

## 출연
- 패트릭 워버턴 - 제프 빙엄 역
- 메긴 프라이스 - 오드리 빙엄 역
- 올리버 허드슨 - 애덤 로즈 역
- 비앙카 카일릭 - 제니퍼 모건 역
- 데이비드 스페이드 - 러셀 던바 역